# محطة أورلاندو الكهربائية
محطة كهرباء أورلاندو هي محطة طاقة كهربائية تعمل بالفحم تم إيقاف تشغيلها حاليًا؛ توجد في سويتو، جنوب أفريقيا. تم تشغيل المحطة في نهاية الحرب العالمية الثانية وخدمت جوهانسبرغ لأكثر من 50 عاما.

## التاريخ
بدأ التخطيط لبناء المحطة في عام 1935، حيث كان الطلب على الكهرباء في جوهانسبرغ يرتفع بشكل أسرع مما يمكن تلبيته مع محطة توليد وحيدة في المدينة وقتها والتي كانت توجد في وسط مدينة جوهانسبرغ.
تم اختيار موقع المحطة نظرًا لقربها من إمدادات المياه التي تعمل على تبريد المحطة وتبريد السكك الحديدية المختصة بتوصيل الفحم.
بدأ البناء في عام 1939 مع شركة ميرز وماكليلان [الإنجليزية] البريطانية وكانت وظيفة الشركة هو عملهم كمهندسين استشاريين، ولكن تأخر الانتهاء بسبب اندلاع الحرب العالمية الثانية . تم الانتهاء من المرحلة الأخيرة من البناء في عام 1955.
حتى عام 1990، تم استخدام محركين بخاريين من نوع Robert Stephenson & Hawthorns  لنقل قطارات الفحم الواردة من خلال شاحنة قلابة في محطة الطاقة.
تم إيقاف تشغيل تلك المحطة رسميًا في عام 1998 وذلك بعد 56 عاما من الخدمة.
في عام 2006 بدأت هناك مشاريع عمل لتحويل موقع محطة الطاقة إلى مركز للترفيه والأعمال.
في 25 يونيو 2014، انهارت محطة توليد الكهرباء التي خرجت من الخدمة، مما أسفر عن مقتل 1 ومحاصرة 5 آخرين تحت الأنقاض القوية.

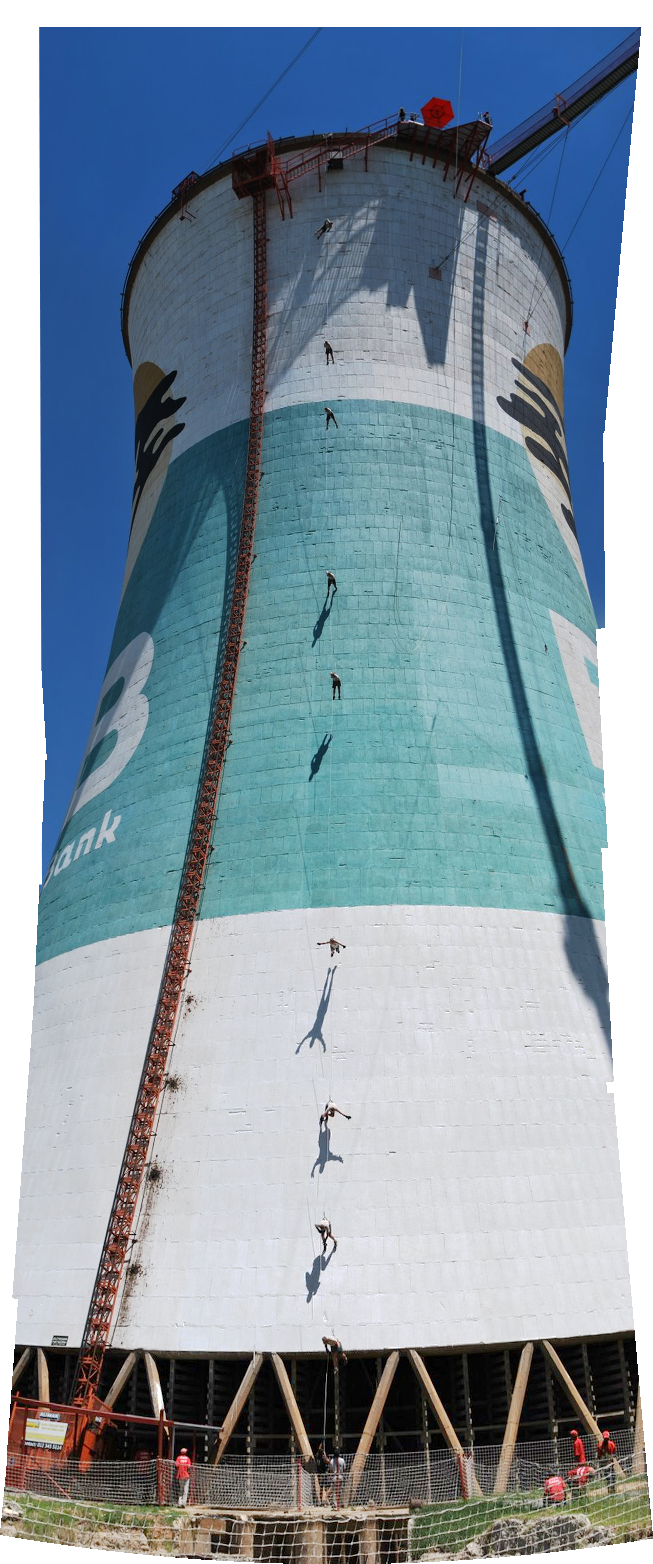
متسلق حبال القفز يستخدم تقنية القفز بحبل الأسترالية، أسفل أبراج التبريد الخاصة بالمحطة.

## أبراج التبريد

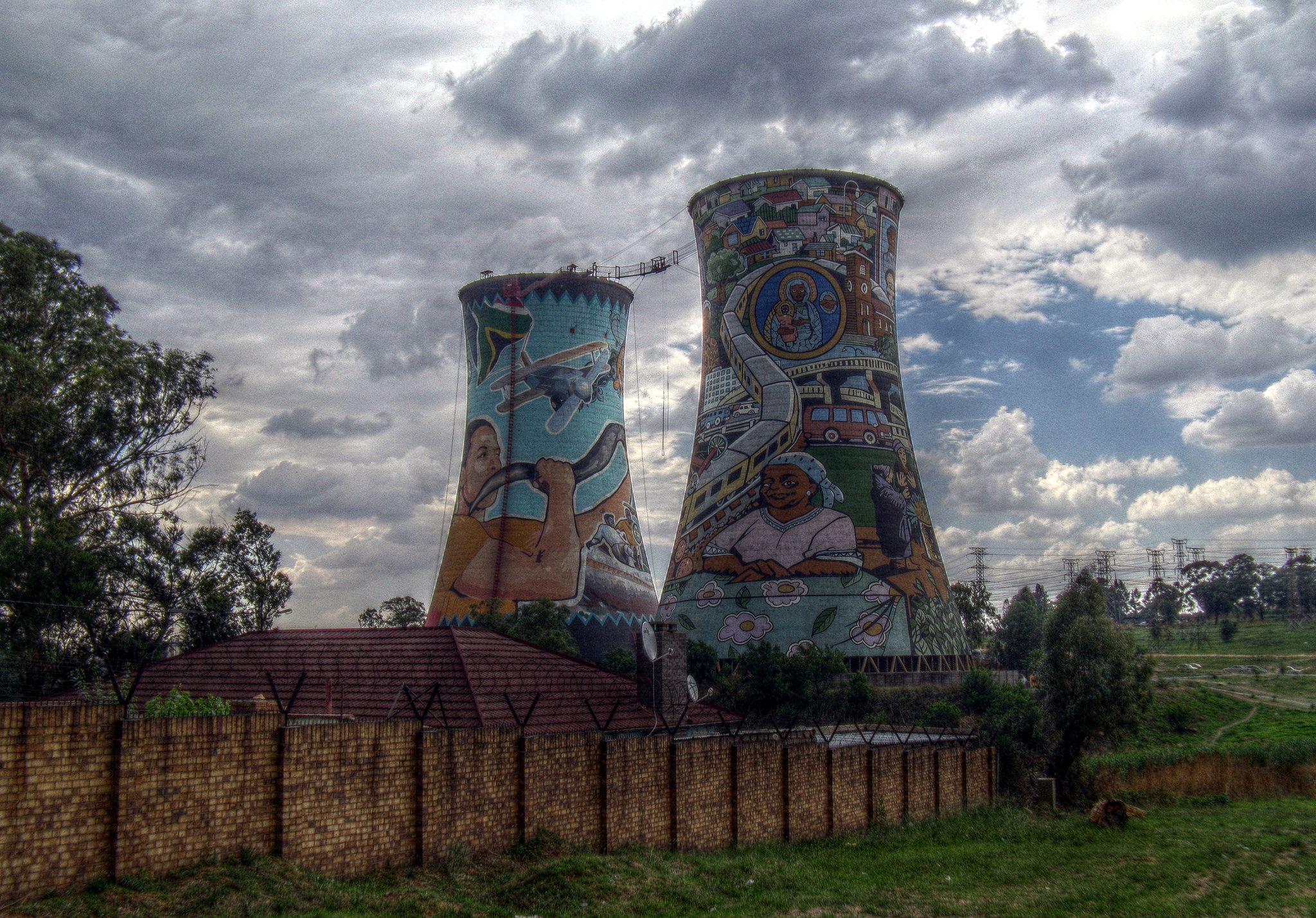
أبراج التبريد توقفت من الخدمة رسميًا؛ صورة الابراج مع زخرفة حية في عام 2014

يعد البرجان المخصصان للتبريد معلما بارزا في سويتو. تم بناؤهما في عام 1951 لزيادة قوة نظام التبريد كما كان هذا المصدر للتبريد يعمل في قوة خاصة.
يجري توفير المياه من قبل مياه الصرف الصحي، كانت أحواض الرش في المحطة هي الأولى في جنوب إفريقيا التي تستفيد من هذا الإمداد الجاهز من سائل التبريد.

## في السينما والتلفزيون
تم استخدام الأبراج في فيلم يسمى سريع إلى الأمام علمًا أن هذا الفيلم هو الموسم السابع من العرض التلفزيوني السباق المذهل. وكانت مهمة لفريق واحد (راي وديانا بطلا المسلسل على وجه الخصوص) وكان يوضح أبراج التبريد فوق سطح الأرض.
في فيلم تشابي ظهرت محطة توليد الكهرباء كمقر الرئيسي للأبطال، وقد تم تزيين اثنين من أبراج التبريد (المبنى الرئيسي) مع نموذجية دي أنتوورد للعمل الفني.
ظهرت الأبراج أيضا في المسلسل التلفزيوني الهولندي وي هو دي مول؟ [الإنجليزية] حيث قفز المتسابقون في العرض الأول للموسم الثالث عشر من أعلى الأبراج.
تم ذكر الأبراج الخاصة بالمحطة في الموسم الثالث، حلقة 5 حلقة من الأشياء البرية مع دومينيك موناغان.

## روابط خارجية
- أبراج أورلاندو